# フィンランドの独立

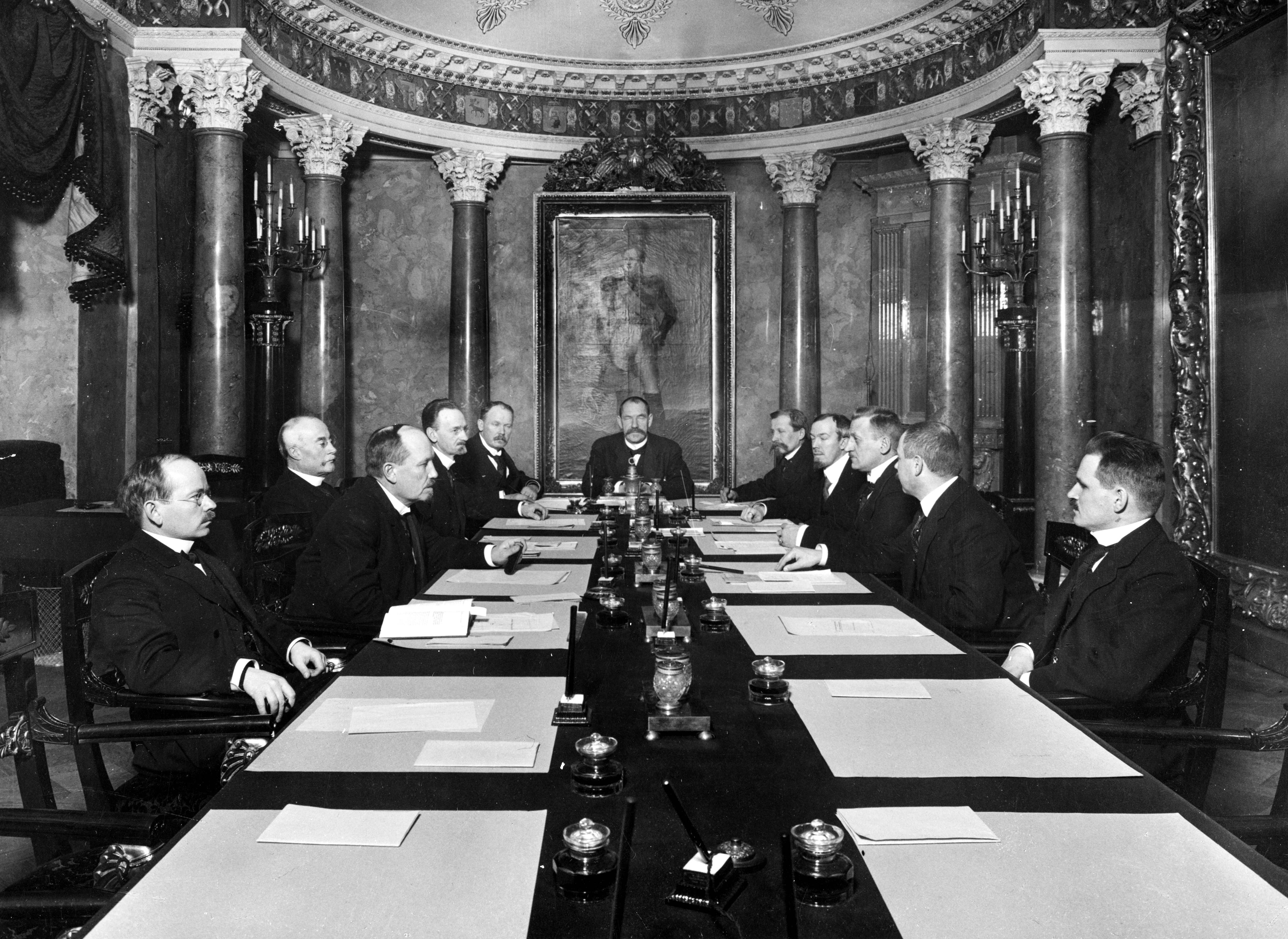
1917年のフィンランド上元老院。最初の議長であるペール・スヴィンヒュー（写真中央）が首相の座についた。

フィンランドの独立は、1917年12月6日のフィンランド独立宣言によりなされた。フィンランドは近世にスウェーデン＝フィンランドとしてスウェーデンの1州だった時代や、ロシア帝国と同君連合のフィンランド大公国での自治時代を経て徐々に民族主義が高揚し、やがて独立につながった。

## エリザヴェータ女帝の約束
独立国としてのフィンランドは18世紀、現代のフィンランドにあたる地域がスウェーデン領だった時代にはじめて言及された。1741年から1743年までのロシア・スウェーデン戦争でロシアがフィンランドを占領した後、ロシアのエリザヴェータ女帝はフィンランドを独立させるあいまいな約束をした。この約束により1742年にフィンランド王国建国の準備がなされ、フィン人たちはホルシュタイン＝ゴットルプ公ペーター（後のロシア皇帝ピョートル3世）をフィンランド王に選出した。しかし、その後の政治的情勢によりフィンランド独立は立ち消えとなった。

## 国家意識の萌芽
マルッティ・ハイキオ教授によると、国が独立を宣言する前には国家意識やいくつかの組織が必要である。1809年、ロシア皇帝アレクサンドル1世がポルヴォー議会で宣言したように、フィンランドが自治の大公国として「国の中の国に昇格した」。このときから、フィンランドの統治体は徐々に発展、1863年からはフィンランド議会が定期的に招集された。1906年、一院制議会であるエドゥスクンタが成立、議員は普通選挙で選出された。

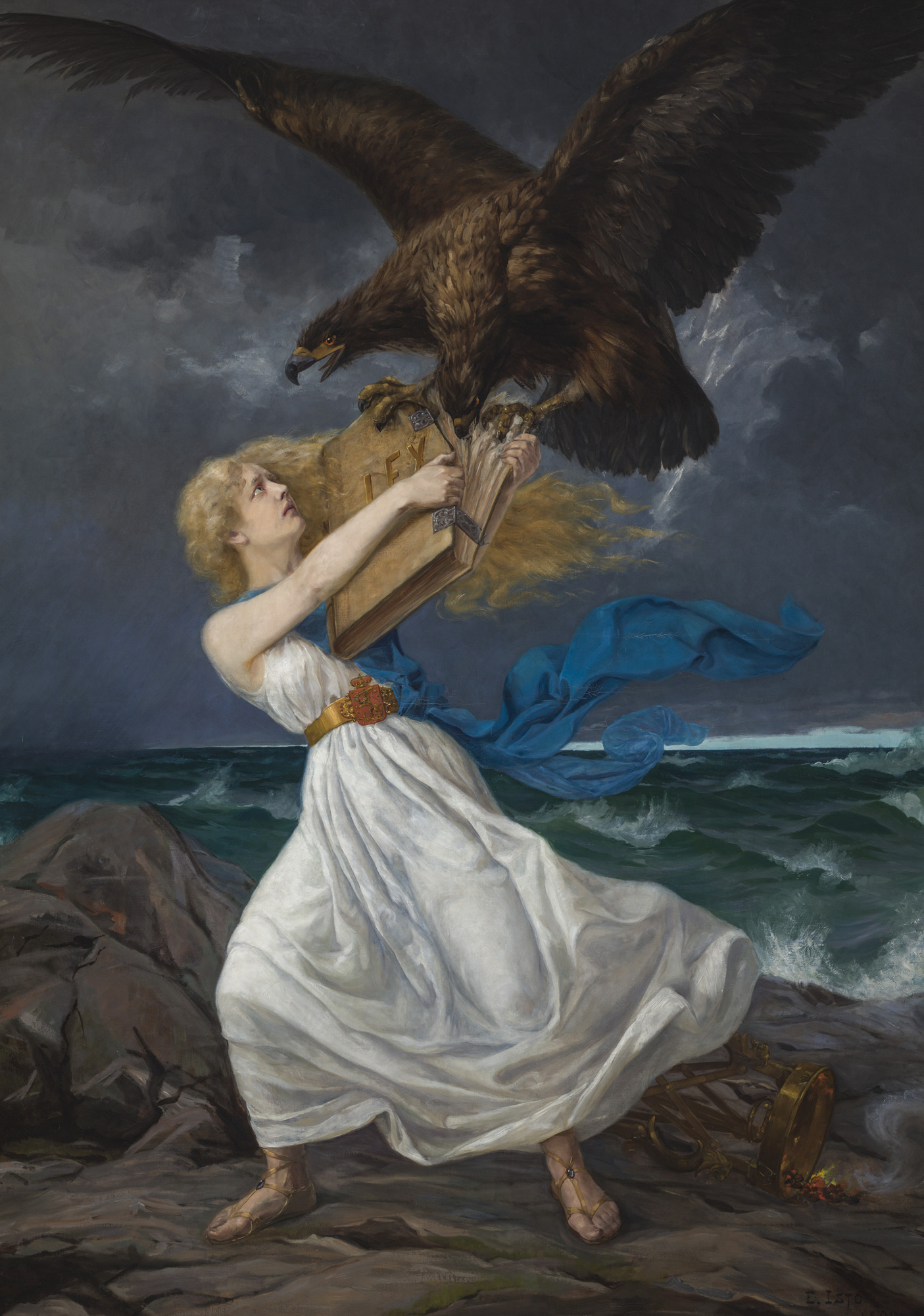
ヒュエッカウス（Hyökkäys、「攻撃」）、エートゥ・イスト（Eetu Isto）作、1905年。この絵画はフィンランドのロシア化の象徴であり、フィンランドを表すスオミネイトがロシアを表す双頭の鷲から法を守ろうとした。

ヨーロッパを席巻した民族主義はフィンランドでは国家意識の高揚という影響をもたらした。ユーハン・ルードヴィーグ・ルーネベリとエリアス・リョンロートは1830年代と1840年代に理想化したフィンランド人とフィンランドの自然の形象を創り出した。またユーハン・ヴィルヘルム・スネルマンはフィンランドにおけるロマン主義とナショナリズムに関する議論の中心的人物であり、彼は教育においてスウェーデン語ではなくフィンランド語の使用を推進した。
1901年、ロシアは新しい徴兵法でフィンランド軍を変えようとした。この新しい徴兵法ではフィン人がフィンランドを守るだけではなく、全ての前線においてロシアのために戦うことを義務だとした。フィンランドの抵抗は大衆運動となり、兵士として適格なフィンランド人のうち徴集に応じたのは半分だけだった。
フィンランドのロシア化の第二期、そして第一次世界大戦により、活動家で構成されたいくつかの組織が団結した。ヤーカリリーケ（「猟兵運動」）はまず志願兵200人を、次に1,900人をドイツに派遣して猟兵の訓練を受けさせ、武装抵抗を準備した。

## 1917年の議論

### ロシア革命
1917年の二月革命と十月革命はフィンランド大公国に望みを与えた。ロシア皇帝兼フィンランド大公ニコライ2世が同年3月15日（グレゴリオ暦）に退位すると、ロシアとフィンランドの同君連合は（少なくともヘルシンキでの見方では）法的基礎を失ったとみられた。またフィンランド当局はロシア臨時政府とも交渉した。

### 権力法
ロシア臨時政府が批准した合意案はフィンランド議会で大きく変更され、最終的にはヴァルタラキ（フィンランド語: Valtalaki、スウェーデン語: Maktlagen、「権力法」）として成立した。フィンランド議会はヴァルタラキで議会が外交と軍事を除く立法権を握ると規定、また議会の決議でしか解散されないとした。ヴァルタラキが成立した時点ではペトログラードの七月蜂起によりロシア臨時政府が長く持たないとみられたが、結果的には臨時政府が勝利してヴァルタラキを否定、フィンランド議会を解散した。
その後、フィンランドでは選挙が行われた。ロシア臨時政府が十月革命で敗れると、フィンランド議会はフィンランドの憲法に基づき定員3名の摂政委員会を成立した。フィンランド憲法における摂政委員会の規定は1772年にスウェーデン王グスタフ3世の無血クーデターの後に制定された1772年スウェーデン憲法に基づくものであった。この規定では王家が断絶した場合の国王選挙を定めたが、フィンランドでは国王が空位の場合に議会が権力を持つと解釈された。しかし、フィンランドの社会主義者からの強い反対とゼネストにより、更に抜本的に手を打つ必要があったため、摂政委員会が選出されることはなかった。
1917年11月15日（グレゴリオ暦）、ボリシェヴィキはロシア人権宣言で「全ロシア人民」の完全分離を含む民族自決権を認め、同日にフィンランド議会が一時的にフィンランドの主権を受け取るとの宣言を発した。しかし、1772年スウェーデン憲法に基づく規定はすでに支持を失い、フィンランドの知識層はずっと君主制と世襲貴族を過去のものとしてこき下ろしており、共和制の憲法を支持していた。

## 独立宣言と11月15日
| スウェーデン語で書かれたフィンランド独立宣言。 |  | スウェーデン語で書かれたフィンランド独立宣言。 |
| スウェーデン語で書かれたフィンランド独立宣言。 |  |                                                |

ペール・エヴィンド・スヴィンフッヴドは第一次スヴィンフッヴド内閣を組閣、内閣は1917年11月27日に発足した。当面の急務は独立の達成であり、内閣は12月4日に独立宣言案と共和制の制度案を議会に提出した。議会は12月6日に宣言を承認した。

### 諸国の承認
スヴィンフッヴドはすぐにスウェーデン、ノルウェー、デンマーク、ドイツ、フランスにフィンランドの独立を承認するよう求めた。しかし、諸国は元の統治者であるロシアが宣言を承認するまで待つと返答、ウラジーミル・レーニンのボリシェヴィキ政府と交渉するよう求めた。スヴィンフッヴドはボリシェヴィキをロシア政府として認めたくなかった上、ボリシェヴィキがすぐに倒れると考えたため交渉を開始したくなかった。議会はロシア制憲議会からの承認を求めることにした。ドイツはロシアとの講和交渉の最中だったため、フィンランドにレーニンと人民委員会議と交渉するよう強く勧奨した。一刻も早くドイツによる承認を受けたかったこともあり、結局スヴィンフッヴドはレーニンとの交渉を開始した。
12月31日（グレゴリオ暦）、人民委員会議はフィンランドの独立を承認する布告を出した。翌年1月4日（グレゴリオ暦）には全ロシア中央執行委員会に批准された。

## フィンランド共和国の樹立
平民の間では生活の苦しみによる対立が悪化しており、やがてフィンランド内戦の一因となった。
政府に必要な組織などは自治期に創設されており、その多くが名前を変更して業務を継続した。フィンランド銀行の立ち位置は以前と全く同じであった。水先案内が軍事的に重要であったため、水先案内を業務とした国家水先案内所はロシア化の標的とされていた。1917年12月15日、国家航海評議会（英語: National Board of Navigation、後のフィンランド海事管理局（フィンランド語: Merenkulkulaitos））が発足、水先案内の業務を引き継いだ。
フィンランド王国を樹立する試みは失敗に終わり、1919年にはカールロ・ユホ・ストールベリが初代フィンランド大統領に就任した。フィンランド共和国初の国会選挙は1919年3月に行われた（1919年フィンランド議会選挙）。

## フィンランドの国の象徴

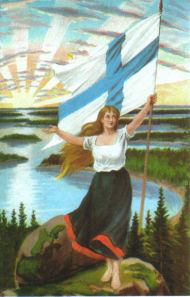
スオミネイトとフィンランドの国旗、1906年の絵葉書。

議会はいくつかの国旗案のうち青と白の旗を選び、新しく選出されたこの国旗は1918年5月28日にフィンランド国会議事堂に翻った。赤い背景に王冠つきのライオンというフィンランドの国章はスウェーデン領時代以来ずっと使われてきた。
一方、国歌選びは階級の差が表れた。保守派はフレドリク・パーシウスとユーハン・ルードヴィーグ・ルーネベリによる我等の地を好んだが、労働者はラ・マルセイエーズやインターナショナルを歌っていた。白衛軍がフィンランド内戦に勝利すると、我等の地が国歌に選ばれた。 
その後、議会は1919年にフィンランドを共和国と定める法案を通過させた。12月6日は後にフィンランド独立記念日としてフィンランドの祝日になった。

## 記念
2007年、フィンランド独立宣言の90周年記念に5ユーロの記念コインが発行された。